# Ветон Сурои
Ветон Сурои (алб. Veton Surroi; Приштина, 17. јул 1961) албански је публициста, политичар и бивши новинар са Косова и Метохије.

## Биографија
Његов отац Реџаи Сурои био је један од ретких Албанаца који су постали амбасадори бивше Југославије, те је радио у Шпанији и неколико земаља Латинске Америке. Због тога је Сурои провео велики део свог живота на шпанском говорном подручју где се и школовао. Студирао је савремени енглески језик и књижевност на Националном аутономном универзитету Мексика. Полиглота је, те говори четири језика: албански, енглески, српски и шпански.
Оснивач је и бивши лидер политичке странке ОРА и народни посланик Скупштине Косова. Године 1997. основао је један од највећих дневних листова на албанском језику Koha Ditore, док је такође био главни уредник листа неколико година пре него је одлучио да уђе у политику.
Године 2011. добио је награду СЕЕМО за људска права.